# Estación de Amate

Plano de la Línea 1

Amate es una estación de la Línea 1 del Metro de Sevilla situada en la avenida de Los Gavilanes, junto al Parque Amate y que presta servicio al barrio del mismo nombre. 
Al ser una de las estaciones construidas durante el primer proyecto de Metro en los años 70, posee cuatro bocas de acceso, dos en la acera de los números pares y otras dos en la de los impares, pero con el nuevo proyecto tan solo ha sido habilitada como acceso una de ellas, una más será usada como salida de emergencia y las otras dos permanecen cerradas al exterior.
La estación de Amate, al igual que todas las construidas durante esa época, cuenta con andenes laterales, ascensor para personas con movilidad reducida, escaleras mecánicas, venta de billetes automática y sistema de evacuación de emergencia.
Como mera curiosidad cabe señalar que los andenes de esta estación son de 80 metros de longitud aunque solo utilizables los primeros 65 metros, debido a una inclinación en las zona de vías.

## Accesos
- Ascensor Av. de los Gavilanes, s/n (Esquina calle Las Leandras).
- Los Gavilanes Av. de los Gavilanes, s/n (Esquina calle Puerto del Escudo).
- Av. de los Gavilanes, s/n (Esquina calle Puerto de Oro).

## Líneas y correspondencias

### Servicios de metro
| << cabecera | < estación  | línea | estación > | cabecera >>       |
| ----------- | ----------- | ----- | ---------- | ----------------- |
| Ciudad Expo | 1.º de Mayo |       | La Plata   | Olivar de Quintos |

## Conexiones

### Autobuses urbanos
| N.º de parada | LÍNEA | Trayecto                           | Zona        |
| ------------- | ----- | ---------------------------------- | ----------- |
| 141           | 24    | Ponce de León > Doctora Oeste      | Radial este |
| 141           | 25    | Prado San Sebastián > Rochelambert | Radial este |
| 141           | 52    | Gran Plaza > Palmete               | Periférica  |

- Carril bici y estaciones de bicicletas públicas.

## Otros datos de interés
- Estación próxima al Parque Amate y a equipamiento deportivo municipal.
- Próxima a centro de salud.

- Datos: Q4352690
- Multimedia: Amate (Metro Sevilla) / Q4352690